# Pishin
Pishin (urdu: پشین ) é uma cidade do Paquistão localizada no distrito de Pishin, província de Baluchistão.

## Demografia
- Homens: 10.942
- Mulheres: 9.537

(Censo 1998)